# Stampflehm

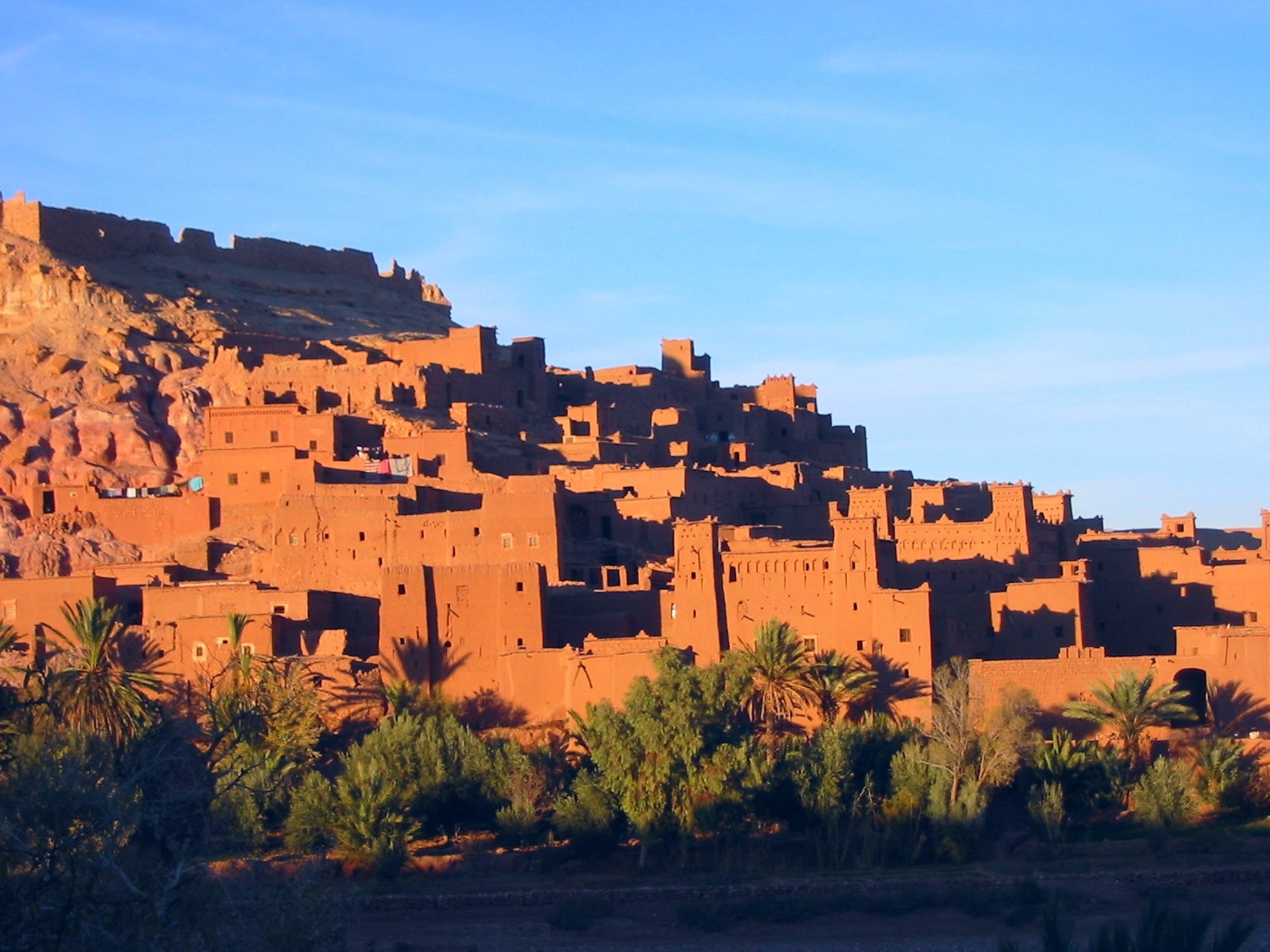
Aït-Ben-Haddou (Marokko) – Kasbah aus Stampflehm

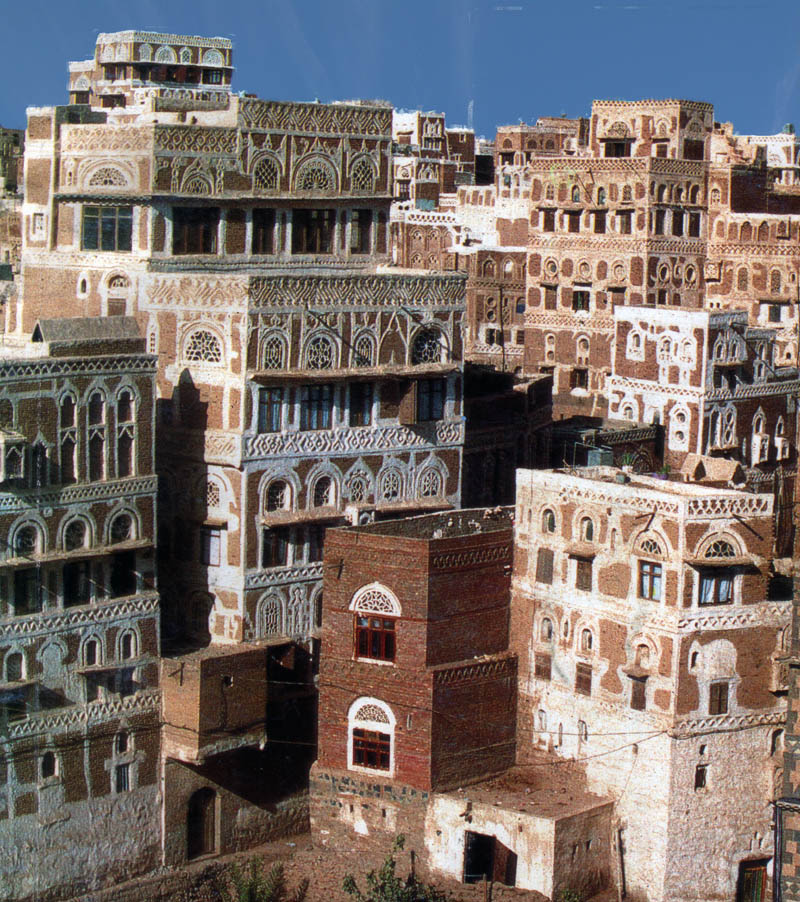
Sanaa (Jemen) – Lehmarchitektur

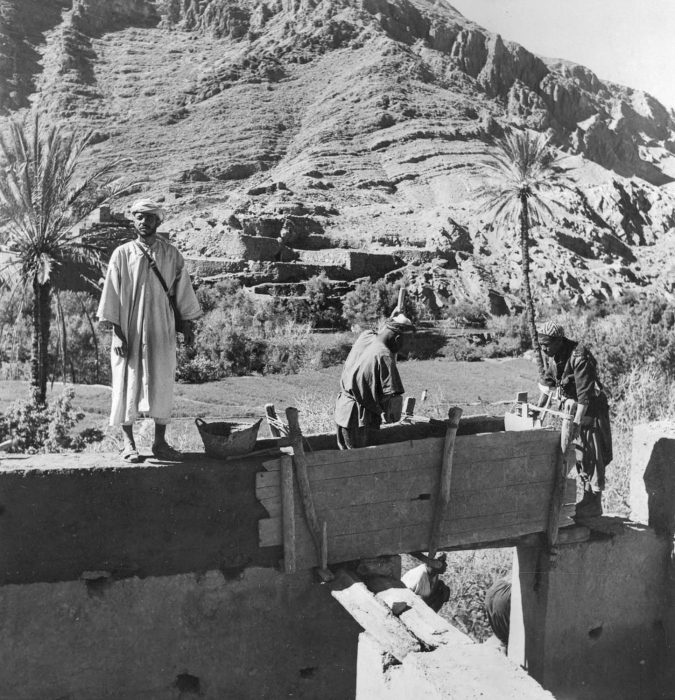
Bau einer Wand aus Stampflehm in Südmarokko (1955)

Der Stampflehmbau (oder „Pisé“ von französisch piser, deutsch ‚stampfen‘, spanisch pisar; englisch rammed earth) ist eine massive Lehmbau-Art und unterscheidet sich grundsätzlich vom Bauen mit luftgetrockneten Lehmziegeln.
Neben Wänden wurden auch Fußböden aus Stampflehm hergestellt.

## Geschichte
Bereits im Präkeramischen Neolithikum wurden z. B. in Jarmo Stampflehmbauten errichtet. Die Technik wurde in den Berberregionen Nordafrikas, auf der Arabischen Halbinsel sowie im Vorderen Orient (tauf) angewandt, wo sie – wenn auch seltener werdend – auch heute noch in ländlichen Gebieten gebräuchlich ist. Auch in weiten Teilen Europas wurde bis ins Mittelalter hinein mit Stampflehm gebaut; in der Neuzeit geriet das Bauen mit Lehm allmählich in Vergessenheit – Lehmsteine und gebrannte Ziegelsteine ersetzten Stampflehmmauern. Erst Ende des 18. Jahrhunderts wurde die Technik in Form des in der Schweiz und in Frankreich verbreiteten „Lehmpisé-Baus“ wieder aufgenommen.
Speziell in Thüringen und Sachsen entwickelte sich die Lehmwellerbauweise, bei der der Lehm nicht in die Schalung gestampft wird, sondern sich aufgrund des höheren Strohanteils unmittelbar zu einer Wand aufschichten lässt, deren Oberflächen später glatt abgestochen werden.
Ähnlich wie Stampflehm wurden später auch Kalk-Sand-Gemische und Zement-Sand-Gemische zur Herstellung von gestampften Fußböden eingesetzt. Siehe: Stampfbeton

## Verarbeitung
Je nach Region werden ca. 10–40 cm hohe Schichten (bei höheren Schichten ist keine gute Verdichtung mehr möglich) erdfeuchten Lehms mit einer Rohdichte von 1700 bis 2200 kg/m³ zwischen eine druckfeste Schalung geschüttet und durch Treten oder Bearbeiten mit Stampfgeräten verdichtet. Maschinelles Stampfen reduziert gegenüber traditionellen Techniken den Zeit- und Arbeitsaufwand. Nach Fertigstellung kann sofort ausgeschalt werden, da es – anders als beim Beton – keine Abbindezeit gibt. Das Betreten eines gerade ausgeschalten Satzes sollte aber zunächst vermieden werden.
Bei einer vom Tragwerk des Gebäudes ausgesteiften Stampflehmwand soll die Wandstärke mindestens ein Zwölftel der Höhe betragen. Eine freistehende Wand muss noch breiter sein.

## Vor- und Nachteile

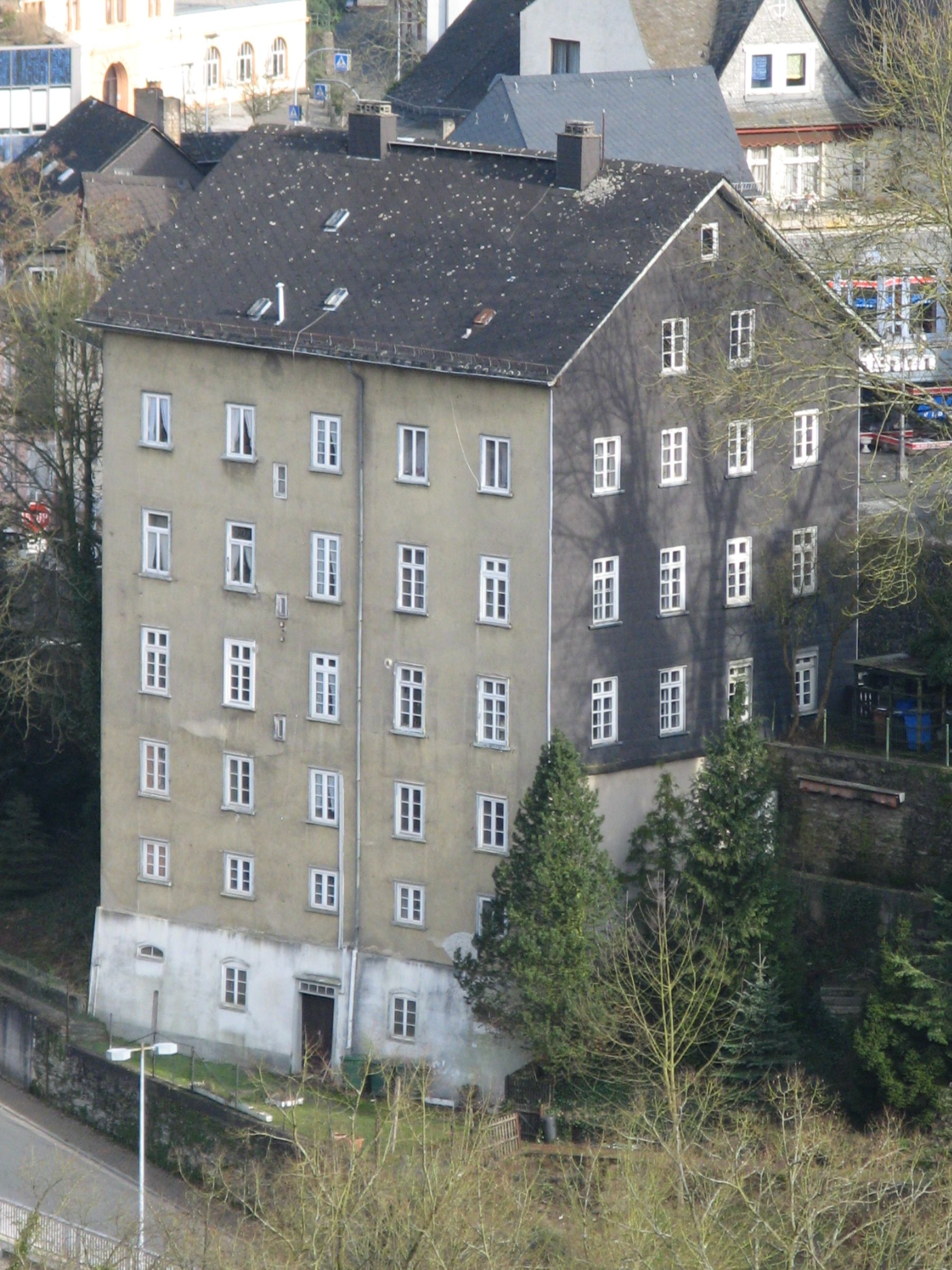
Das Haus Hainallee 1 in Weilburg (1826–1828) gilt als höchstes Pisé-Gebäude der Welt.

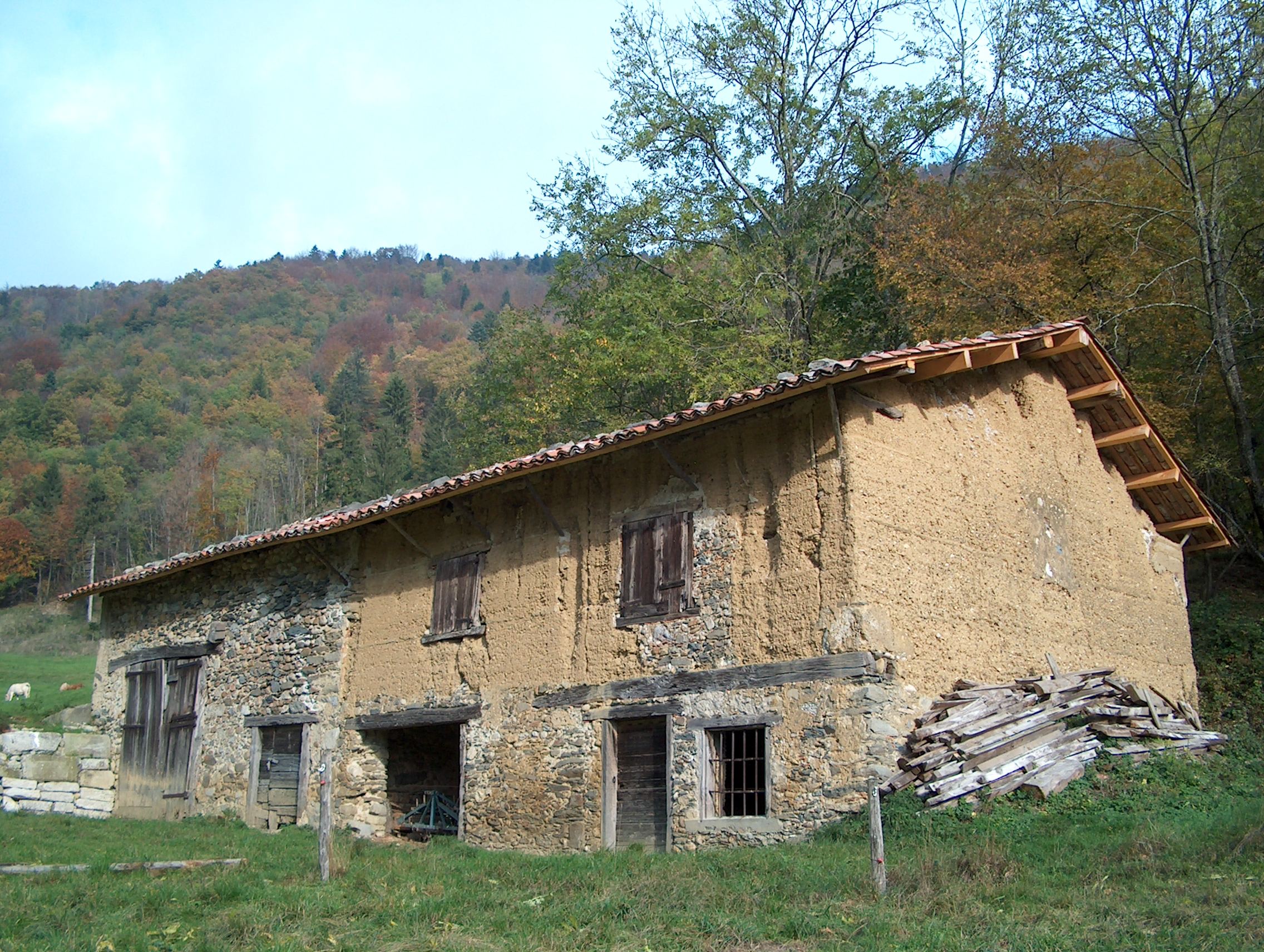
Stampflehm-Scheune in Frankreich

Die in der Natur häufig zu findenden Ton- und Mergelgemische lassen sich durch Zugabe von Lehm, Sand, Schotter und Stroh leicht für den Stampflehmbau nutzbar machen. Stampflehm ist einer der umweltschonendsten Baustoffe überhaupt, da zu Gewinnung, Transport und Mischen nur ein vergleichsweise geringer Einsatz von Primärenergie notwendig ist. Im Gegensatz zu Baustoffen wie Beton, gebrannten oder gedampften Kunststeinen oder Stahl beschränkt sich der Ressourcenverbrauch auf ein Minimum.
Zudem ist Lehm hygroskopisch, nimmt also (Luft-)Feuchtigkeit auf und gibt sie wieder ab, und wirkt somit ebenso wie offenporiges Holz und andere natürliche Baustoffe förderlich regulierend auf das Raumklima. Lehm kann allergene oder anderweitig gesundheitsschädliche Stoffe aus der Raumluft absorbieren.
Bei einem Abriss oder Umbau des Gebäudes lässt sich der Baustoff lagern, bis er wieder mit Wasser angemischt und erneut verwendet oder der Landschaft, der er entnommen wurde, wieder übergeben wird.
Der Wärmedämmwert des Baustoffs kann, wie bereits in früheren Jahrhunderten üblich, durch Beimengung von Faserstoffen wie Stroh, Holzwolle, -häckseln, -spänen, Sägemehl oder von leichten mineralischen Füllstoffen wie Blähton, Blähschiefer, Perlite und ähnlichem stark verbessert werden. Eine solide Stampflehmwand erreicht den F90-Standard für Feuerwiderstand. Bei vielgeschossigen Gebäuden ist zu prüfen, ob das Löschwasser der Feuerwehr ungeschützte, tragende Wände aufweichen und die Standsicherheit beeinträchtigen könnte.
Lehm ist weniger beständig gegen Durchfeuchtung sowie Druck-, Zug- und Biegespannungen als andere Baustoffe, was Bauentwürfen mit filigranen oder auskragenden Bauteilen Grenzen setzt. Ansonsten ist Lehm ein statisch hinreichend fester, preisgünstiger Baustoff.

## Oberflächenstruktur

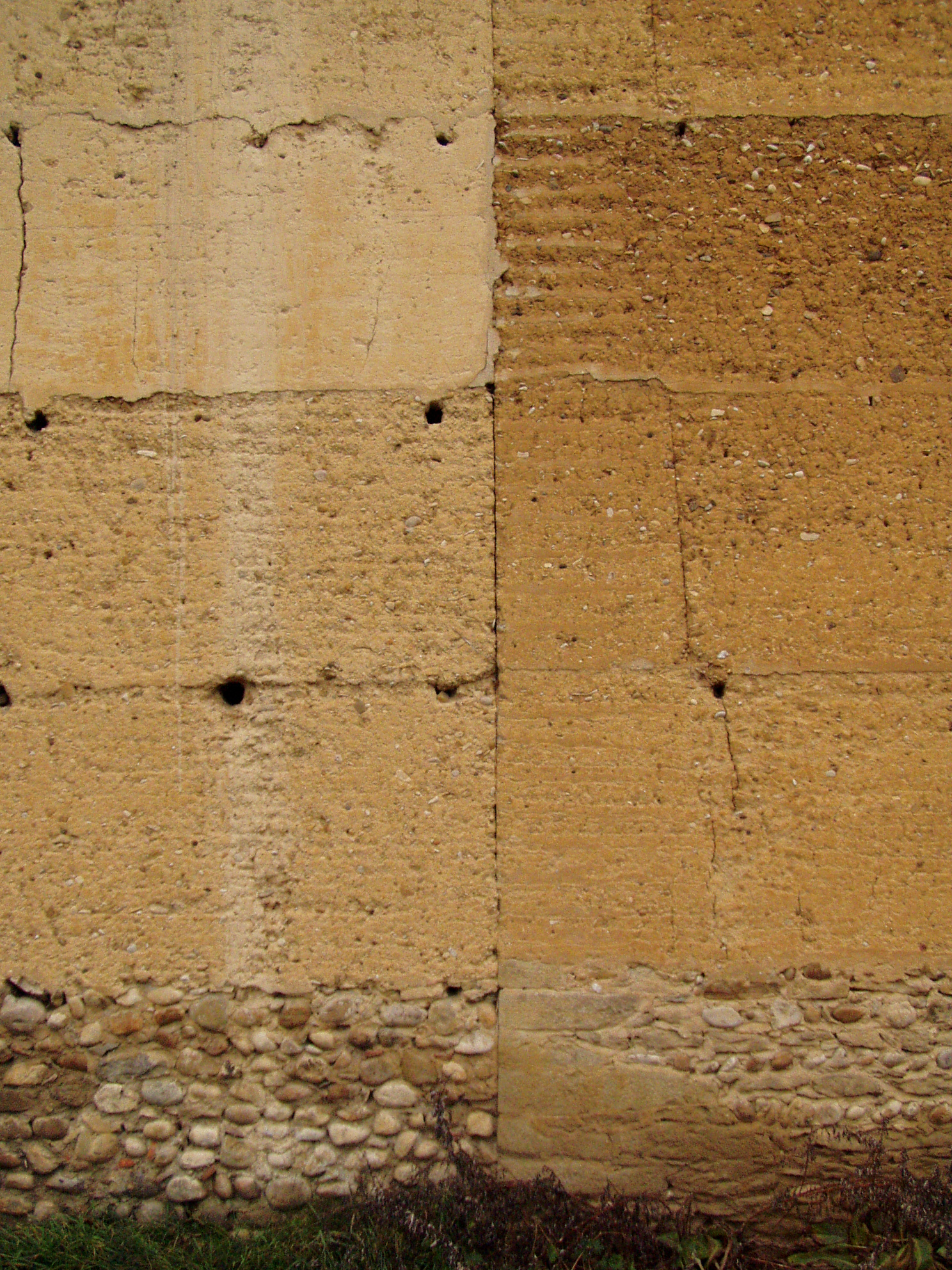
Stampflehmmauer in Frankreich

Lehm gibt es in verschiedenen Tönungen. Durch Zugabe von Erdpigmenten kann die Wand eingefärbt werden.
Die Oberflächenstruktur wird bei unverputztem Stampflehm natürlich auch durch die Zuschläge und die Verarbeitung beeinflusst. In der Regel ist damit zu rechnen, dass die durch die lagenweise Einbringung des Lehmgemischs in die Schalung entstehenden Absätze später als Linien sichtbar sind.